# Administracja samorządowa
Administracja samorządowa – zespół organów publicznych powołanych do realizowania zadań państwa w terenie.
W Europie wykształciło się wiele systemów administracji tak, że w praktyce każdy kraj stosuje nieco inne rozwiązania. Administracja na innych kontynentach jest w gruncie rzeczy pochodną rozwiązań europejskich. Na szczególną uwagę ze względu na cechy charakterystyczne oraz walory porównawcze zasługują rozwiązania angielskie i amerykańskie, francuskie, niemieckie oraz szwajcarskie.

## Administracja samorządowa według państw

### Francja
Francja reprezentowała do lat 50. model centralistyczny, dopiero w 1954 r. zdecydowano się na decentralizację administracji, a właściwa reforma miała miejsce w latach 80. Zasadniczy podział jest trójstopniowy: gminy, departamenty i regiony. Gmina posiada kompetencję generalną, tzn. realizuje zadania, które nie są przekazane innym organom i ich realizacji nie zabraniają przepisy. Główne zadania realizowane przez gminy to: gospodarka przestrzenna, zarządzanie mieniem komunalnym, opiniowanie przebiegu dróg, planów zagospodarowania, organizowanie pomocy społecznej i jej świadczenie, klasyfikacja terenów o szczególnych walorach przyrodniczych, rekreacyjnych, leczniczych, wspieranie rozwoju gospodarczego, urbanizacja, gospodarka mieszkaniowa, kształcenie zawodowe, część ochrony zdrowia, szkolnictwa, pomocy społecznej, ochrony środowiska, organizowania działalności kulturalnej. Zadaniem regionów jest programowanie rozwoju gospodarczego, społecznego i kulturalnego. Natomiast departamenty realizują świadczenia socjalne, w tym: ochronę sanitarną, utrzymanie szkolnictwa ponadpodstawowego, wypłacanie świadczeń, utrzymanie wysypisk śmieci, transport szkolny oraz nadzorują interwencjonizm gospodarczy. Na poziomie regionu i departamentu występuje równocześnie władza rządowa, zatem dualizm władzy jest pozornie większy niż w Polsce. Jednak organizacja i wieloletnie doświadczenie umożliwiają sprawne działanie, bowiem samorządy otrzymały całe bloki zadań, stąd przeplatanie kompetencji jest zminimalizowane. Organy samorządowe mogą same ustalać sposób realizacji zadań. Mogą również współpracować w pewnym zakresie z jednostkami rządowymi.

### Niemcy
Samorządność w Niemczech sięga XIX wieku, kiedy to w Prusach wprowadzono system zarządzania lokalnego oparty na instytucji bliskiej współczesnemu samorządowi terytorialnemu. Po II wojnie światowej nastąpiło zróżnicowanie organizacyjne spowodowane istnieniem stref okupacyjnych, przez co praktycznie do dziś można zauważyć elementy modelu anglosaskiego i francuskiego w landach zachodnich.
Oprócz administracji rządowej występują administracje krajowe (landy), na które składają się parlamenty krajowe oraz regencje.
Samorząd terytorialny występuje na poziomie gminy oraz powiatu. Istnieją jednak od tego wzorca wyjątki, ponieważ landy w swoich prawach mają również kształtowanie samorządu terytorialnego, np. w Hesji najniższym poziomem samorządu są dzielnice.
Gminy realizują: sprawy meldunkowe, paszportowe, akta stanu cywilnego, sprawy obrony cywilnej, nadzór budowlany, nadzór nad opieką zdrowotną, inspekcje przemysłowe, opiekę socjalną, szkolnictwo podstawowe, infrastrukturę techniczną, ochronę przeciwpożarową, cmentarze, utrzymanie terenów sportowych, bibliotek, przedsiębiorstw użyteczności publicznej.
Powiaty natomiast wykonują zadania, których nie są w stanie zrealizować gminy: ochronę środowiska, kontrolę zanieczyszczenia powietrza, rozbudowę dróg, utrzymanie infrastruktury technicznej, rozwój przedsiębiorczości i turystyki, rozwój szkolnictwa średniego i zawodowego, szpitali, klinik specjalistycznych, domów opieki społecznej, ośrodków i instytucji młodzieżowych, finansowanie targów i imprez kulturalnych, nadzór budowlany, ochronę przeciwpożarową, ratownictwo, kontrolę zgromadzeń, spisy ludności. Samorządy mają zagwarantowaną dowolność w sposobie realizacji zadań. Istnieje nacisk na łączenie małych gmin i tworzenie dużych związków, gdyż tylko takie mają w Niemczech pełne prawa.

### Polska
Samorząd gminny, powiatowy czy samorząd województwa to utworzone z mocy prawa zrzeszenia wszystkich mieszkańców danej gminy, powiatu czy województwa, mające osobowość prawną i wypełniające zadania z zakresu administracji publicznej.
Samorząd wykonuje zadania samodzielnie, na podstawie upoważnień i w ramach środków przyznanych mu przez Konstytucję i ustawy.
Państwo posiada jedynie możliwość nadzorowania poczynań samorządów, przy czym zakres nadzoru i jego formy są ograniczone i ściśle określone przez przepisy prawa. Samorząd terytorialny jako zrzeszenie podejmuje decyzje bądź przez samych mieszkańców (gminy, powiatu czy województwa), bądź przez swoje organy. Na terytorium Rzeczypospolitej Polskiej istnieje trójstopniowy podział terytorialny. Jego jednostkami są:
- województwa (16),
- powiaty (314 powiatów i 66 miast na prawach powiatu)
- gminy (jest ich 2478); w gminach mogą być tworzone tzw. jednostki pomocnicze np. sołectwa, dzielnice, osiedla.

Administracja samorządowa występuje na szczeblu województwa (marszałek, sejmik, zarząd województwa), powiatu (starosta, zarząd powiatu, rada powiatu) oraz gminy (prezydent, burmistrz lub wójt, rada gminy). Szczególnym przypadkiem są miasta na prawach powiatu, gdzie znajduje się urząd miasta (prezydent i rada miasta). Należy zauważyć swoistą dwuwładzę na poziomie województwa, gdzie dwa urzędy mają ten sam zakres terytorialny i, jak pokazuje praktyka, nie do końca rozdzielne zadania.
Podstawę prawną swojego istnienia administracja samorządowa znajduje w Konstytucji RP oraz ustawach. Zawarta w preambule do Konstytucji zasada pomocniczości państwa wprowadza postulat tworzenia takiego ustroju, aby rola państwa w zaspokajaniu potrzeb indywidualnych i społecznych sprowadzała się do niezbędnego minimum. Zasada decentralizacji władzy publicznej z kolei nakazuje przekazanie możliwie dużej liczby zadań publicznych podmiotom działającym na własną odpowiedzialność przy prawnym zapewnieniu odpowiedniej niezależności oraz niezbędnych środków. Jest ona wzmocniona przez zasadę przysługiwania samorządowi istotnej części zadań publicznych. Uszczegółowienie tej zasady zawiera art. 163, który wprowadza zasadę domniemania kompetencji samorządu, jeżeli ustawy szczegółowe nie wprowadzają innych ustaleń. W tym przypadku domniemywa się kompetencję gminy. Naczelną dyrektywą podziału terytorialnego wynikającego z powyższego jest zasada unitarności, czyli jednolitości w sferze zewnętrznej i wewnętrznej. Nie ma zatem możliwości wprowadzania jakichkolwiek autonomii lub nadawania uprawnień ustawodawczych, co naruszałoby jednolitość państwa. Wszelkie jednostki zasadniczego podziału terytorialnego muszą być jednostkami samorządu terytorialnego.
Podstawy prawne działania administracji samorządowej na poszczególnych szczeblach opisują ustawy, tj. ustawa z dnia 8 marca 1990 r. o samorządzie terytorialnym – dalej nazywana u.s.g., ustawa z dnia 5 czerwca 1998 r. o samorządzie powiatowym – u.s.p., ustawa z dnia 5 czerwca 1998 r. o samorządzie województwa – u.s.w., ustawa z dnia 28 lipca 1998 r. o wprowadzeniu zasadniczego trójstopniowego podziału terytorialnego państwa.
Należy zauważyć, że jednostki samorządu na poszczególnych szczeblach nie podlegają sobie. Organami nadzoru są Prezes Rady Ministrów, wojewoda oraz w zakresie finansów Regionalna Izba Obrachunkowa. Natomiast Naczelny Sąd Administracyjny oraz Najwyższa Izba Kontroli są organami kontrolnymi. Od rozstrzygnięć nadzorczych przysługuje skarga do WSA. Europejska Karta Samorządu Terytorialnego (e.k.s.t.) wprowadza w art. 8 zasadę, która stanowi, że kontrola administracyjna społeczności lokalnych może być realizowana wyłącznie na podstawie konstytucji lub ustawy.

### Szwajcaria
Model szwajcarski formalnie powstał w XIX wieku i ze względu na ukształtowanie terenu oraz warunki kulturowe wykształcił oryginalne rozwiązania. Gminy są jedynym poziomem samorządu i wywodzą się ze wspólnie zarządzanych grup osad, które stworzyły konfederację szwajcarską. Mają w związku z tym bardzo dużą samodzielność, realizują wszystkie zadania lokalne, łącznie z nadawaniem obywatelstwa gminy, bez którego nie można ubiegać się o obywatelstwo państwa. Istnieje wiele rodzajów gmin, które wykształciły się na przestrzeni lat: obywatelskie (najstarsze), ogólne (współczesne, zbliżone do gmin w innych krajach), specjalne (dla realizacji zadań specjalnych, np. pomocy społecznej), kościelne oraz szkolne. Na jednym terytorium może istnieć wiele różnych gmin, z których każda może mieć swój majątek i realizować swoje zadania. Z powodów trudności administracyjnych dąży się do uproszczenia układu gmin i pozostawienia tylko gminy ogólnej. Główne zadania gmin ogólnych dotyczą: organizacji wewnętrznej, zarządzania majątkiem, egzekucji podatków gminnych, podstawowego i średniego szkolnictwa, ochrony zdrowia i opieki społecznej, policji gminnej, planowania lokalnego, robót publicznych, utrzymania urządzeń technicznych, lokalnej komunikacji publicznej, utrzymywania urządzeń kulturalnych i sportowych. Zakres gmin ogólnych stale się rozszerza.

### Wielka Brytania i Stany Zjednoczone
Model angielski jest najstarszy, bowiem zainicjowany został w XVII wieku, kiedy to po powstaniu parlamentu administrowanie w terenie przekazano związkom samorządowym. Podstawową zasadą funkcjonowania angielskiego samorządu, przejętą później przez Stany Zjednoczone, jest ultra vires rule, która zezwala jednostkom lokalnym na realizację tylko takich zadań, jakie zostały im przyznane ustawą. Zatem jest to podejście odwrotne do większości krajów europejskich, gdzie obowiązuje domniemanie właściwości najbliższego mieszkańcowi samorządu (zwykle gminy). W Stanach Zjednoczonych zasada ta została zastąpiona tzw. zasadą Dillona, która mówi, iż jednostka samorządu może podejmować tylko takie działania, do jakich została ustawą powołana i to na niej ciąży obowiązek udowodnienia swojej legitymacji. Zatem samorząd może wykonywać tylko zadania wynikające wprost z ustaw, niezbędne zadania integralnie z nimi powiązane oraz takie, które są niezbędne do realizacji głównego celu istnienia jednostki. Obecnie zasada ta jest stosowana mniej rygorystycznie i dopuszcza się, w miejsce opisywania w ustawach ściśle praw i obowiązków, generalne klauzule kompetencyjne.